# اشکاشم، تاجیکستان
اِشکاشِم (به لاتین: Ishkoshim) یا سِکاشِم یک منطقهٔ مسکونی در تاجیکستان است که در ولایت خودمختار بدخشان کوهستانی  واقع شده‌است. اشکاشم ۷٬۶۷۳ نفر جمعیت دارد.